# Chaetopsylla dogieli
Chaetopsylla dogieli är en loppart som beskrevs av Ioff 1950. Chaetopsylla dogieli ingår i släktet Chaetopsylla och familjen grävlingloppor. Inga underarter finns listade i Catalogue of Life.